# Крутой (Жирновский район)
Крутой (нем. Klein-Walter) — исчезнувший хутор в Жирновском районе Волгоградской области.
Хутор находился в степи, в пределах Приволжской возвышенности, являющейся частью Восточно-Европейской равнины, у оврага Крутой, бассейн реки Щелкан.

## История
Основан в конце XIX века как дочерний хутор Клейн-Вальтер. Хутор относился к Лемешкинской волости Камышинского уезда Саратовской губернии. Основатели - выходцы из колонии Вальтер. Хутор относился к лютеранскому приходу Франк.
С 1918 года в составе Медведицкого района Голо-Карамышского уезда Трудовой коммуны (Области) немцев Поволжья; с 1922 — Медведицко-Крестово-Буеракского (в 1927 году переименован во Франкский) кантона АССР немцев Поволжья.
В сентябре 1941 года немецкое население было депортировано. После ликвидации АССР немцев Поволжья село, как и другие населённые пункты Франского кантона, вошло в состав Сталинградской области (кантон преобразован в Медведицкий район, с 1959 года — Жирновский район). В 1942 году Ней-Бальцерский сельсовет переименован в Перевозниковский. Решением облисполкома от 31 марта 1944 года № 10 § 30 «О переименовании населённых пунктов Сталинградской области, носящих немецкие названия» село Клейн-Вальтер Медведицкого района переименовано в село Крутое. Хутор относился к Медведицкому сельсовету, с 1962 года - к Александровскому. Исключён из учётных данных в 1967 году

## Население
Динамика численности населения по годам:
| 1926 |
| ---- |
| 267  |